# Gaultheria taiwaniana
Gaultheria taiwaniana är en ljungväxtart som beskrevs av Shao Shun Ying. Gaultheria taiwaniana ingår i släktet Gaultheria och familjen ljungväxter. Inga underarter finns listade i Catalogue of Life.